# Heteroscymnoides marleyi
Heteroscymnoides marleyi е вид хрущялна риба от семейство Dalatiidae, единствен представител на род Heteroscymnoides.

## Разпространение
Видът е разпространен в Чили и Южна Африка.